# Ткачівський Ярослав Васильович
Ярослав Васильович Ткачівський (14 серпня 1957 р., м. Галич, Івано-Франківська область) — український поет і прозаїк, поет-пісняр і гуморист, сатирик і журналіст. Закінчив факультет журналістики Львівського державного університету імені Івана Франка. Член НСПУ з 1995 р. Нині —  заступник голови  Національної спілки письменників України, член Секретаріату та Правління НСПУ.  Директор Музею історії Прикарпатського національного університету імені Василя Стефаника. Головний редактор Всеукраїнського літературно-художнього і громадсько-політичного журналу «Перевал».  Автор близько 50 поетичних та прозових книжок, а також 11 збірників пісень і романсів. Лауреат багатьох міжнародних, всеукраїнських та обласних літературних премій. Заслужений працівник культури України.

## Життєпис
Народився в м. Галичі Станіславської (тепер Івано-Франківської) області; постійно мешкає в Івано-Франківську. Закінчив факультет журналістики Львівського національного університету імені Івана Франка. Журналіст. Письменник. Пісняр. Організатор створення, шеф-редактор і головний редактор популярного часопису «Тижневик Галичини».  Член Правління НСПУ. Секретар  НСПУ.  Нині -  Заступник  голови  Національної спілки письменників України. Директор Музею історії Прикарпатського національного університету імені Василя Стефаника. Головний редактор Всеукраїнського літературно-художнього і громадсько-політичного журналу «Перевал».

## Доробок
У творчому  доробку письменника Ярослава Ткачівського близько 50 поетичних і прозових книжок, 11 збірників пісень і романсів на власні вірші. Він автор інтимної та громадської лірики, повістей і романів, а також майже 200 пісень.  Основні поетичні збірки «Воскресіння» (1995 р.), «Вервиця» (1996 р.), «Володар дум: духовна поезія» (2005 р.), «Гармидер в стольнім Яйцеграді: сатира, гумор і памфлети» (2006 р.), «Без шолома йду: громадянська лірика й сатира» (2007 р.), «Сяєво сьомого неба: інтимна й еротична лірика» (2009 р.), «Медовий місяць: інтимна лірика» (2009 р., перевидання 2010-го), «Кумедний гороскоп: сузір’я гумористичних віршів» (2010 р., перевидання 2011, 2012 і 2014 рр.), «Сльоза блаженства: духовна поезія» (2010 р., перевидання 2011-го), «Смішний дідусь: вірші для дітей та юнацтва» (2011 р.), «Лицар свободи й любові: лірика» (2012 р., перевидання 2014-го), «Чари Афродіти: любовна лірика» (2012 р., перевидання 2014-го); автор прозових книжок «Неділя всепрощення» (2011 р.), «Пісня на порозі Раю» (2011 р.), повісті «До моря їхали...» (2012 р.), гумористичних видань «Кульова блискавка, або Півень-ловелас» (2012 р.) та «Пояс вірності» (2012 р.), вибраних поезій духовної тематики «Ковчег пливе до пристані» (2013 р.), вибраних поезій інтимної лірики «Острів кохання» (2016 р.); романів у віршах про кохання «Де ж ти, Веснонько моя?» (2022 р.) і «Перлини для Музи» (2023 р.), «Казка про казку: балади та поеми» (2024 р.),  а також книжки воєнної тематики «Озброєний своїм і Божим словом» (2023 р.).… У дорозі до читача інші твори письменника.
Ярослав Ткачівський — автор двотомного видання творів «Ренети з маминого саду: Поезія» та «Дикий голуб: Проза» (2012 р.), романів «Жертовний вогонь», «Навія» і «Монахиня» (2017 р., перевидання всіх трьох романів 2018-го і 2019-го), які відзначені декількома престижними літературними нагородами; автор  десяти тематичних збірників пісень та романсів на власні поезії: «Дивоцвітом грають весни», «Хміль солов’їних ночей», «Срібне весілля», «Лиш не згасне любов» (2010 р.), «Коли цвітуть серця», «Метелик під сонцем», «Предвічна суть», «Знов розквітне розмай» (2016 р.), «Живімо для добра» (2017 р.) і «Не така ти, як всі» (2018 р.), до яких увійшло понад 150 творів.;  компакт-диска пісень і романсів на власні вірші «Пригадай собі волошки...» (2017 р.); співавтор багатьох колективних пісенників, нотних видань, відео- й аудіокасет, альбомів і збірників тощо.
Співавтор книжок та альманахів «Яворове листя» (1996 р.), «Християнська етика: добро і зло» (1999 р.), «Від Карпат до Опілля» (2001 р.), «Столиця Франкового серця» (2006 р.), «Під  Франковою зорею» (2006 р.), «Душа співає…» (2009 р.), «Футбол-FEST» (2012 р.), «З горіха зерня» (2012 р.), «Літературне Прикарпаття» (2013 р.); антології українських письменників про своє родинне гніздо «Рай-хата» (2016 р.); двох зшитків ювілейного журналу «Перевал» (№  2–3, 2011 р.) та поетично-прозового інтернет-видання «Галицький золотослов» (2012 р.); співавтор спогадів про письменників «Летять у спомини літа» (2011 р.) і «Вічний Павло» (2012 р.); антологій «Футбол-ФЕСТ: письменники про футбол» (2012 р.), альманаху Літфесту ім. Т.  Мельничука «Покрова» — «26 на Покрову» (2012 р.), «Квіткової антології» (2013 р.); співавтор збірника «Покрова в  українській поезії» (2013 р.) і альманаху «Франкіяна Прикарпаття» (2016 р.) тощо; упорядник і редактор численних співаників, співавтор антології сучасної поезії «Помежи словом і століттями» (2016 р.), «Рідні обрії» (2018 р.), «Від землі Стефаника» (2021 р.),  антологій воєнної лірики «Весна озброєна: поезія війни» (2022 р.), «Досвід війни: українські голоси» (2023 р.), «Війна епохи постмодерну. Випробування вогнем : проза, публіцистика, есеї» (2023 р.)  «Шевченковий блокпост» (2024 р.) і понад трьох десятків збірників пісень й музичних збірок та ін.
Лауреат літературної премії імені Василя Стефаника (2012 р.) в номінації «Проза» за дві книжки новел й оповідань «Неділя всепрощення» і «Пісня на порозі Раю» та за повість «До моря їхали...»; лауреат літературної премії імені Івана Франка (2011 р.) у галузі «Література» за поетичні книги «Сяєво сьомого неба», «Сльоза блаженства» та пісенні збірники «Дивоцвітом грають весни», «Хміль солов’їних ночей», «Срібне весілля» і «Лиш не згасне любов»;  лауреат Всеукраїнського літературного конкурсу імені Миколи Лукаша (номінація «Поезія», 2010 р.) і трикратний переможець всеукраїнських поетичних конкурсів літературного журналу «Дніпро» (номінація «Інтимна лірика», 2009 і 2010 рр. та «Лірична еротика», 2011 р.); лауреат літературної премії імені Тараса Мельничука за роман у віршах про кохання «Медовий місяць» (2009 р.). Дипломант Всеукраїнського конкурсу громадянської лірики в номінації «Я люблю тебе, Україно!» (2011 р.) та Всеукраїнського творчого конкурсу на кращу військово-патріотичну пісню – за пісню «Цвіт калини» (2018 р.). У 2019 р. отримав Диплом лауреата загальнонаціонального конкурсу «Українська мова – мова єднання» в номінації «Квітни мово наша рідна».
2017 року письменник став лауреатом обласної літературної премії імені Антона Могильницького за дві поетичні книжки «Ковчег пливе до пристані» та «Лицар свободи й любові», а 2018 рік приніс йому звання лауреата обласної літературної премії імені патріарха Володимира Романюка та митрополита Андрея Шептицького в номінації «Духовне друковане слово» за дилогію «Жертовний вогонь», романи «Навія», «Монахиня», збірники пісень і романсів «Предвічна суть», «Живімо для добра» та компакт-диск «Пригадай собі волошки: пісні та романси на вірші Ярослава Ткачівського».
Делегат ІІ, IV, VI, VII, VIII, ІХ і Х з’їздів письменників України та делегат VII, VIII і IX з’їздів журналістів України.
Депутат Івано-Франківської обласної ради VI-го демократичного скликання (2010-2015 рр.) від Галицького одномандатного мажоритарного виборчого округу №7. Всі ці роки був секретарем постійної комісії обласної ради з питань національного та духовного розвитку, культури, засобів масової інформації, книговидання і свободи слова. 
Нагороджений медалями «Почесна відзнака НСПУ», «Будівничий України», «За заслуги перед Прикарпаттям», «Міць і гордість м. Івано-Франківська»; Почесною грамотою Всеукраїнського товариства «Просвіта» ім. Тараса Шевченка та багатьма іншими творчими відзнаками.
2018 року письменник Ярослав Ткачівський удостоєний звання лауреата Міжнародної літературної премії імені Уласа Самчука за вагомий внесок у розвиток української літератури та за роман «Навія». Лауреат Міжнародної літературної премії «Сад Божественних пісень» імені Григорія Сковороди за 2023 рік, а в 2024 році він удостоєний звання лауреата Міжнародної літературної премії імені Джека Лондона.
Ярослав Ткачівський — заслужений працівник культури України. 
Ліричні вірші письменника покладені на музику багатьма відомими композиторами і музикантами, його пісні та романси виконують народні та заслужені артисти України, інші відомі співаки, а деякі твори поета-пісняра — стали вже хітами. Так, пісня «Волошки», автором якої є Ярослав Ткачівський, стала весільною, а згодом — воістину народною піснею.

## Громадська діяльність
Член Національної спілки письменників України з 1995, член Ради, відповідальний секретар Івано-Франківської обласної письменницької організації НСПУ двох каденцій, член Правління ІФОО НСПУ; секретар НСПУ; член Секретаріату та Правління НСПУ, заступник голови Національної спілки письменників України. 
Делегат ІІ, IV, VI, VII, VIII, ІХ і Х з’їздів письменників України та делегат VII, VIII і IX з’їздів журналістів України.
Впродовж восьми років (дві каденції) на виборній основі був членом виконкому та членом Правління Національної спілки журналістів України. Ініціатор скликання позачергового з'їзду журналістів. Делегат декількох з'їздів журналістів України.
Депутат Івано-Франківської обласної ради VI-го демократичного скликання (2010-2015 рр.) від Галицького одномандатного мажоритарного виборчого округу №7. Всі ці роки був секретарем постійної комісії обласної ради з питань національного та духовного розвитку, культури, засобів масової інформації, книговидання і свободи слова. 
Впродовж трьох каденцій – голова Консультативної Ради прокуратури Івано-Франківської області.

## Відзнаки
- письменник Ярослав Ткачівський  –  Заслужений працівник культури України.
- лауреат Міжнародної літературної премії імені Джека Лондона (2024 р.),
- лауреат Міжнародної літературної премії «Сад Божественних пісень» імені Григорія Скороди (2023 р.),
- лауреат Міжнародної літературної премії імені Уласа Самчука за вагомий внесок у розвиток української літератури та за роман «Навія» (2019 р.).
  - лауреат літературної премії імені Василя Стефаника (2012 р. у номінації «Проза» за дві книжки новел й оповідань «Неділя всепрощення» і «Пісня на порозі Раю» та за повість «До моря їхали…»;
  - лауреат обласної літературної премії імені патріарха Володимира Романюка та митрополита Андрея Шептицького в номінації «Духовне друковане слово» за дилогію «Жертовний вогонь», романи «Навія», «Монахиня», збірники пісень і романсів «Предвічна суть», «Живімо для добра» та компакт-диск «Пригадай собі волошки: пісні та романси на вірші Ярослава Ткачівського».
  - лауреат літературної премії імені Антона Могильницького (2017 р. у номінації «Проза» за дві книжки «Ковчег пливе до пристані» (духовна поезія) і «Лицар свободи й любові» (громадянська лірика);
  - лауреат літературної премії імені Івана Франка (2011 р. у галузі «Література» за поетичні книги «Сяєво сьомого неба», «Сльоза блаженства» та поетичні збірники «Дивоцвітом грають весни», «Хміль солов'їних ночей», «Срібне весілля» і «Лиш не згасне любов»;
  - лауреат Всеукраїнського літературного конкурсу імені Миколи Лукаша (номінація «Поезія», 2010 р.)
  - лауреат літературної премії імені Тараса Мельничука (2009; за роман у віршах «Медовий місяць»).
  - Трикратний переможець Всеукраїнських поетичних конкурсів літературного журналу «Дніпро» (номінація «Інтимна лірика», 2009 і 2010 рр. та «Лірична еротика», 2011 р.).
  - Дипломант Всеукраїнського конкурсу громадянської лірики в номінації «Я люблю тебе, Україно!», 2011 р.
  - Лауреат загальнонаціонального конкурсу «Українська мова – мова єднання» в номінації «Квітни мово наша рідна», 2019 р.
- Нагороджений кількома медалями «Почесна відзнака НСПУ»; медаллю «Будівничий України»; медаллю «За заслуги перед Прикарпаттям»; медаллю «Міць і гордість м. Івано-Франківська»; Почесною грамотою Всеукраїнського товариства «Просвіта» ім. Тараса Шевченка та багатьма іншими творчими відзнаками.
- Заслужений працівник культури України.